# Jewgeni Jewgenjewitsch Donskoi
Jewgeni Jewgenjewitsch Donskoi (russisch Евгений Евгеньевич Донско́й; engl. Transkription Evgeny Evgenyevich Donskoy; * 9. Mai 1990 in Moskau, damals Russische SFSR, Sowjetunion) ist ein russischer Tennisspieler.

## Leben und Karriere

### 2005–2008: Erfolge als Junior und erste Erfahrungen als Profi
Als Junior konnte Jewgeni Donskoi in den Jahren 2005 und 2008 mehrere Turniere gewinnen und kletterte in der Junioren-Weltrangliste bis auf Rang 20. Sein bestes Ergebnis bei einem Grand-Slam-Juniorenturnier war das Erreichen des Viertelfinals bei den French Open 2008.
Seine ersten Weltranglistenpunkte als Profi sammelte Donskoi im August 2007, als er beim Challenger-Turnier in Genf, für das er eine Wildcard bekam, den Top-300-Spieler Ivo Klec in der ersten Runde besiegte. Im Juni 2008 gewann er in der Ukraine erstmals ein Turnier der ITF Future Tour. Daraufhin bekam er im Oktober 2008 für das ATP-Turnier in seiner Heimatstadt Moskau eine Wildcard, war bei seinem ATP-Debüt jedoch chancenlos gegen den Top-100-Spieler Viktor Troicki.

### 2009–2012: Erster ATP-Matchgewinn und Challenger-Titel
Im Jahr 2009 konnte Jewgeni Donskoi keinen Titel gewinnen, er erreichte jedoch mehrere Viertelfinals bei Challenger-Turnieren und stieg dadurch erstmals in die Top 400 der Weltrangliste ein. Im Oktober 2009 bekam er wie schon im Vorjahr eine Wildcard für das ATP-Turnier in Moskau, war jedoch gegen Potito Starace erneut in zwei Sätzen unterlegen.
Im Mai 2010 qualifizierte sich Donskoi für das ATP-Turnier in Belgrad, verlor jedoch in der ersten Hauptrunde gegen den späteren Halbfinalisten Filip Krajinović. Nach zwei Challenger-Halbfinals im Juli 2010 nahm er im August 2010 bei den US Open erstmals an der Qualifikation zu einem Grand-Slam-Turnier teil, schied jedoch in der ersten Runde aus. Ende Oktober 2010 konnte Jewgeni Donskoi in Sankt Petersburg als Qualifikant gegen den mit einer Wildcard gestarteten Andrei Kusnezow erstmals ein Match auf ATP-Ebene gewinnen. In der zweiten Runde gewann Donskoi gegen den topgesetzten Top-10-Spieler Michail Juschny den ersten Satz, verlor das Match jedoch letztendlich noch in drei Sätzen gegen den späteren Finalisten.
Im Februar 2011 feierte Jewgeni Donskoi beim Challenger-Turnier in Casablanca seinen bis dahin größten Erfolg: Als Qualifikant marschierte er bis ins Finale durch und gewann dort in drei Sätzen gegen Alessio di Mauro seinen ersten Titel. Nachdem er zwei Wochen später in Spanien ein Future-Turnier gewonnen hatte, endete seine Siegesserie von dreizehn gewonnenen Matches in Folge schließlich in der ersten Runde des Challenger-Turniers in Marrakesch. Im Juni 2011 besiegte Donsoky beim Challenger-Turnier in Košice mit Rubén Ramírez Hidalgo erstmals einen Top-100-Spieler, schied dann aber im Halbfinale gegen Simon Greul aus. Drei Wochen später stand er in Braunschweig als Qualifikant zum zweiten Mal in einem Challenger-Finale, welches er gegen Lukáš Rosol verlor. Im weiteren Jahresverlauf erreichte er in Segovia noch ein weiteres Challenger-Halbfinale, auf ATP-Ebene gab es in diesem Jahr in Stuttgart und Moskau jeweils Erstrundenniederlagen. Im Doppel konnte er in Moskau zusammen mit Teimuras Gabaschwili überraschend das Halbfinale erreichen, wo sie den späteren Turniersiegern František Čermák und Filip Polášek unterlagen. Donskoi beendete seine bis dahin beste Saison auf Platz 144 der Weltrangliste.
Der erste Erfolg des Jahres 2012 gelang Jewgeni Donskoi im Februar beim Challenger-Turnier in Quimper, bei dem er im Halbfinale gegen Malek Jaziri ausschied. Zwei Wochen später zog er in Meknès ins Finale ein, wo er gegen Adrian Ungur seinen zweiten Challenger-Titel gewinnen konnte. Danach siegte er in Astana, Segovia und Loughborough. Seinen bereits fünften Challenger-Titel 2012 feierte Donskoi im russischen Tjumen beim Siberia Cup 2012, wo er den Ukrainer Illja Martschenko mit 6:76, 6:3, 6:2 besiegen konnte.

## Davis Cup
2013 absolvierte Donskoi seine ersten Partien für die russische Davis-Cup-Mannschaft. Gegen Großbritannien wurde er in zwei Einzelpartien eingesetzt, von denen er eine gewinnen konnte.

## Erfolge
| Legende (Anzahl der Siege)  |
| Grand Slam                  |
| ATP World Tour Finals       |
| ATP World Tour Masters 1000 |
| ATP World Tour 500          |
| ATP World Tour 250          |
| ATP Challenger Tour (15)    |

### Einzel

#### Turniersiege
| Nr. | Datum             | Turnier      | Belag         | Finalgegner           | Ergebnis       |
| --- | ----------------- | ------------ | ------------- | --------------------- | -------------- |
| 1.  | 26. Februar 2011  | Casablanca   | Sand          | Alessio di Mauro      | 2:6, 6:3, 6:3  |
| 2.  | 25. Februar 2012  | Meknès       | Sand          | Adrian Ungur          | 6:1, 6:3       |
| 3.  | 23. Juli 2012     | Astana (1)   | Hartplatz     | Marsel İlhan          | 6:3, 6:4       |
| 4.  | 20. August 2012   | Segovia (1)  | Hartplatz     | Albano Olivetti       | 6:1, 7:611     |
| 5.  | 11. November 2012 | Loughborough | Hartplatz (i) | Jan-Lennard Struff    | 6:2, 4:6, 6:1  |
| 6.  | 25. November 2012 | Tjumen       | Hartplatz (i) | Illja Martschenko     | 6:76, 6:3, 6:2 |
| 7.  | 9. August 2015    | Segovia (2)  | Hartplatz     | Marco Chiudinelli     | 7:62, 6:3      |
| 8.  | 3. April 2016     | Raʿanana     | Hartplatz     | Ričardas Berankis     | 6:4, 6:4       |
| 9.  | 31. Juli 2016     | Astana (2)   | Hartplatz     | Konstantin Krawtschuk | 6:3, 6:3       |
| 10. | 12. März 2017     | Zhuhai       | Hartplatz     | Thomas Fabbiano       | 6:3, 6:4       |
| 11. | 8. Oktober 2017   | Kaohsiung    | Hartplatz     | Marius Copil          | 7:60, 7:5      |
| 12. | 21. Juli 2019     | Astana (3)   | Hartplatz     | Sebastian Korda       | 7:65, 3:6, 6:4 |

### Doppel

#### Turniersiege
| Nr. | Datum             | Turnier    | Belag         | Partner            | Finalgegner                    | Ergebnis         |
| --- | ----------------- | ---------- | ------------- | ------------------ | ------------------------------ | ---------------- |
| 1.  | 13. November 2011 | Genf       | Hartplatz (i) | Igor Andrejew      | Jamie Cerretani Adil Shamasdin | 7:61, 7:62       |
| 2.  | 29. Januar 2017   | Rennes     | Hartplatz (i) | Michail Jelgin     | Julian Knowle Jonathan Marray  | 6:4, 3:6, [11:9] |
| 3.  | 27. August 2022   | Nonthaburi | Hartplatz     | Alibek Katschmasow | Nam Ji-sung Song Min-kyu       | 6:3, 1:6, [10:7] |